# 劉嘉慧
- 關於新加坡女藝人，請見「劉嘉慧_(新加坡)」。

劉嘉慧（英語：Maree Lau Ka Wai，1975年2月19日—），2000年香港小姐競選季軍。2001年暑假卸任後沒有簽約無綫電視而離開娛樂圈。